# 水街 (溫哥華)

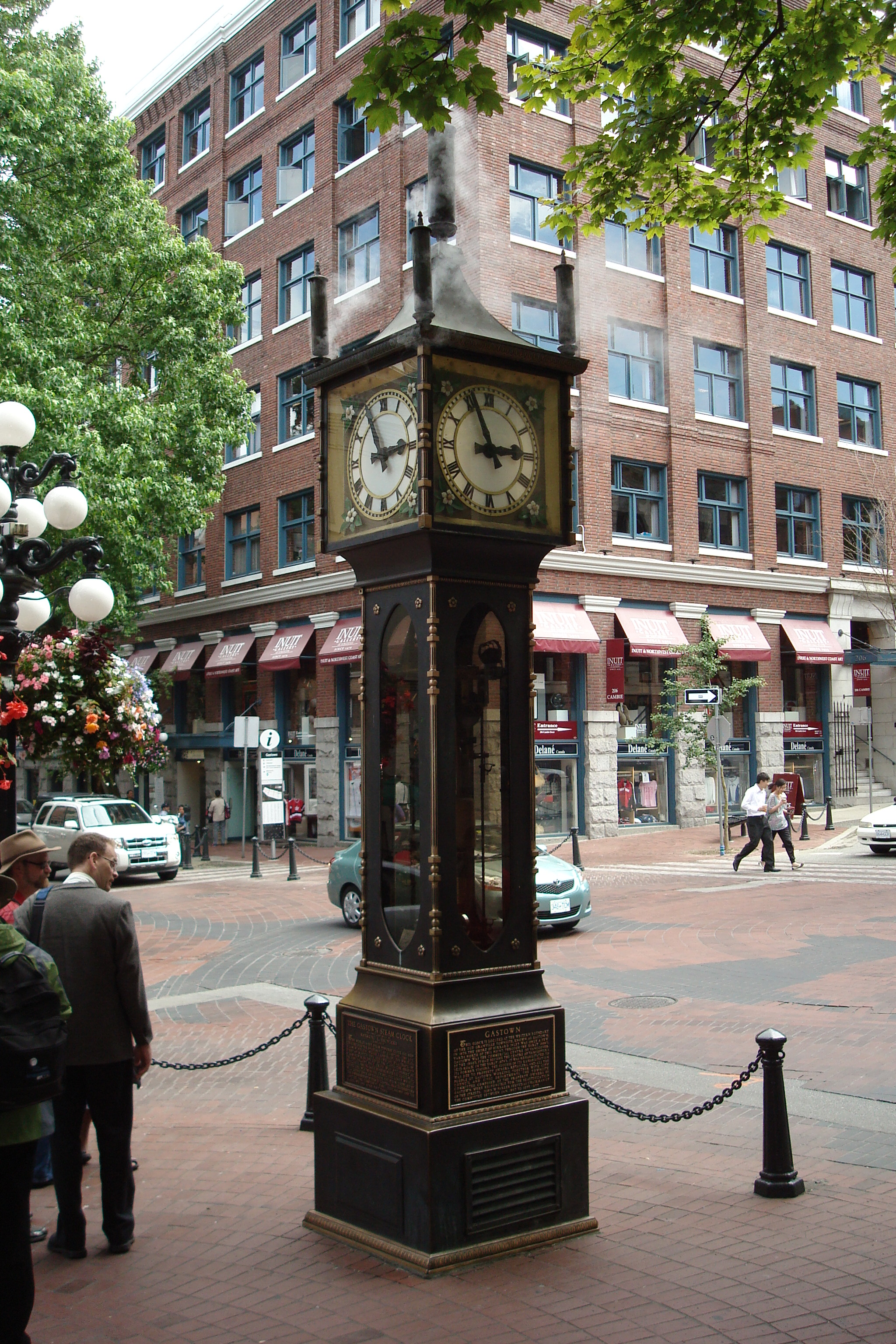
煤氣鎮蒸汽鐘

水街是加拿大卑詩省溫哥華煤氣鎮的一條街道，因靠近布勒內灣水域而得名，頗受遊客歡迎。其著名地標為蒸汽鐘。

## 外部連結
- 维基共享资源上的相關多媒體資源：水街